# Шахтарск
Шахтарск (укр. Шахтарськ) град је у Украјини у Доњецкој области. Према процени из 2012. у граду је живело 51.161 становника.

## Становништво
Према процени, у граду је 2012. живело 51.161 становника.
| 1979.  | 1989.  | 2001.  | 2012.  |
| ------ | ------ | ------ | ------ |
| 69.952 | 73.854 | 59.589 | 51.161 |